# فيكتور غارلاند
فيكتور غارلاند (بالإنجليزية: Vic Garland)‏ هو دبلوماسي ومحاسب وسياسي أسترالي، ولد في 5 مايو 1934 في برث في أستراليا. حزبياً، نشط في الحزب الليبرالي الأسترالي.

## مناصب
- انتخب عضو مجلس النواب الأسترالي عن دائرة كيرتن [الإنجليزية]‏ (19 أبريل 1969 – 22 يناير 1981).
- انتخب أمين صندوق أستراليا [الإنجليزية]‏.
- انتخب وزير التجارة [الإنجليزية]‏.
- انتخب وزير شؤون قدامى المحاربين [الإنجليزية]‏.
- انتخب وزير الدفاع [الإنجليزية]‏.
- انتخب وزير المفاوضات التجارية الخاصة في أستراليا ‏.

## روابط خارجية
- فيكتور غارلاند على موقع قاعدة بيانات برودواي على الإنترنت (الإنجليزية)